# پل خرپایی

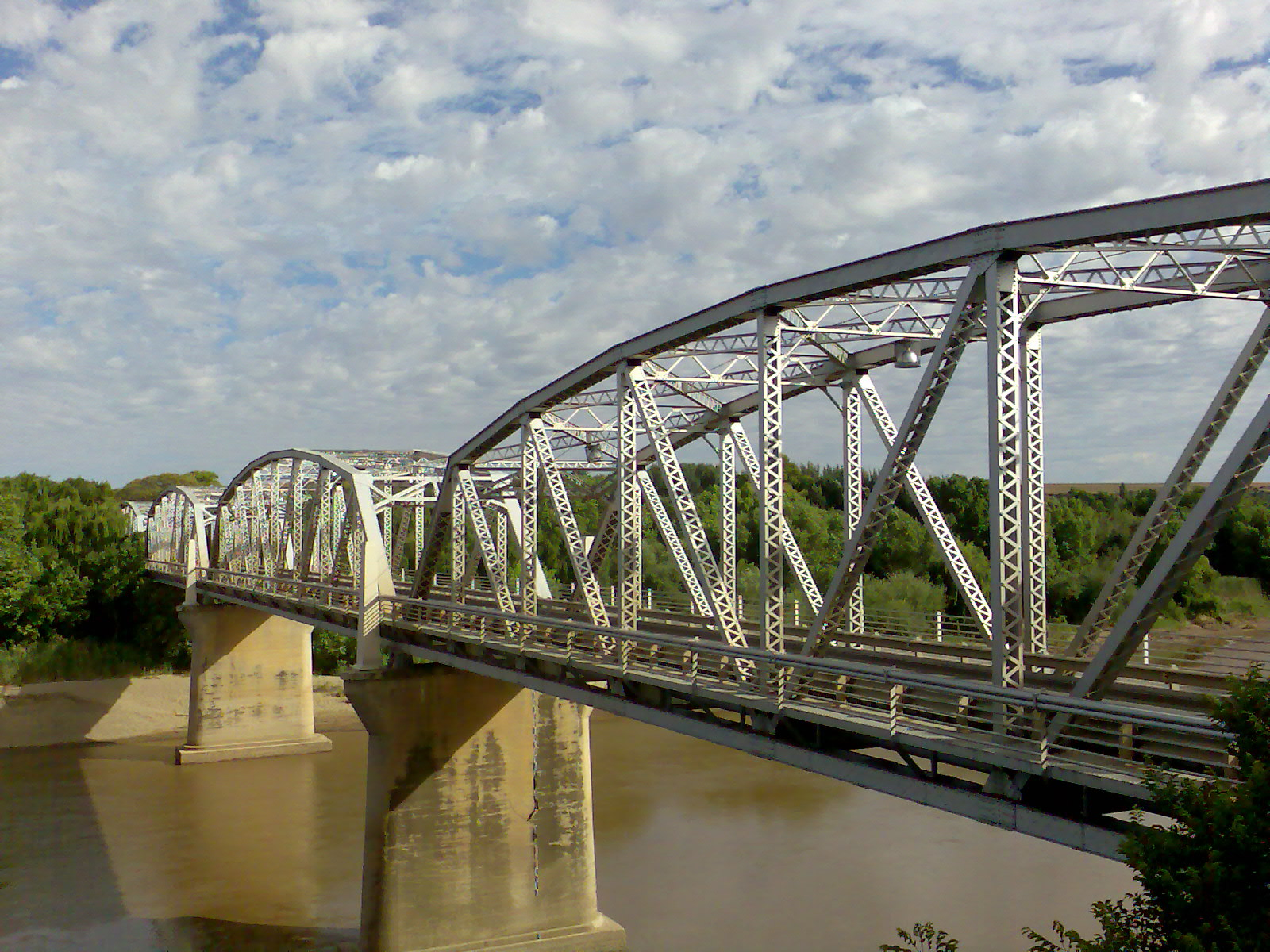
یک پل خرپایی چهاردهانه در آفریقای جنوبی

پل خرپایی (به انگلیسی: Truss Bridge)، نوعی پل است که از اتصال اعضای آن (معمولاً اعضای مستقیم) به هم ساخته می‌شود. این اعضا برای مقابله با بارهای دینامیکی ممکن است، تحت تنش‌های کششی، فشاری و گاهی ترکیبی از آن دو قرار بگیرند. پل‌های خرپایی، یکی از قدیمی‌ترین انواع پل‌ها به‌شمار می‌روند که به علت استفاده بهینه از مصالح، دارای صرفه اقتصادی هستند.

## نگارخانه

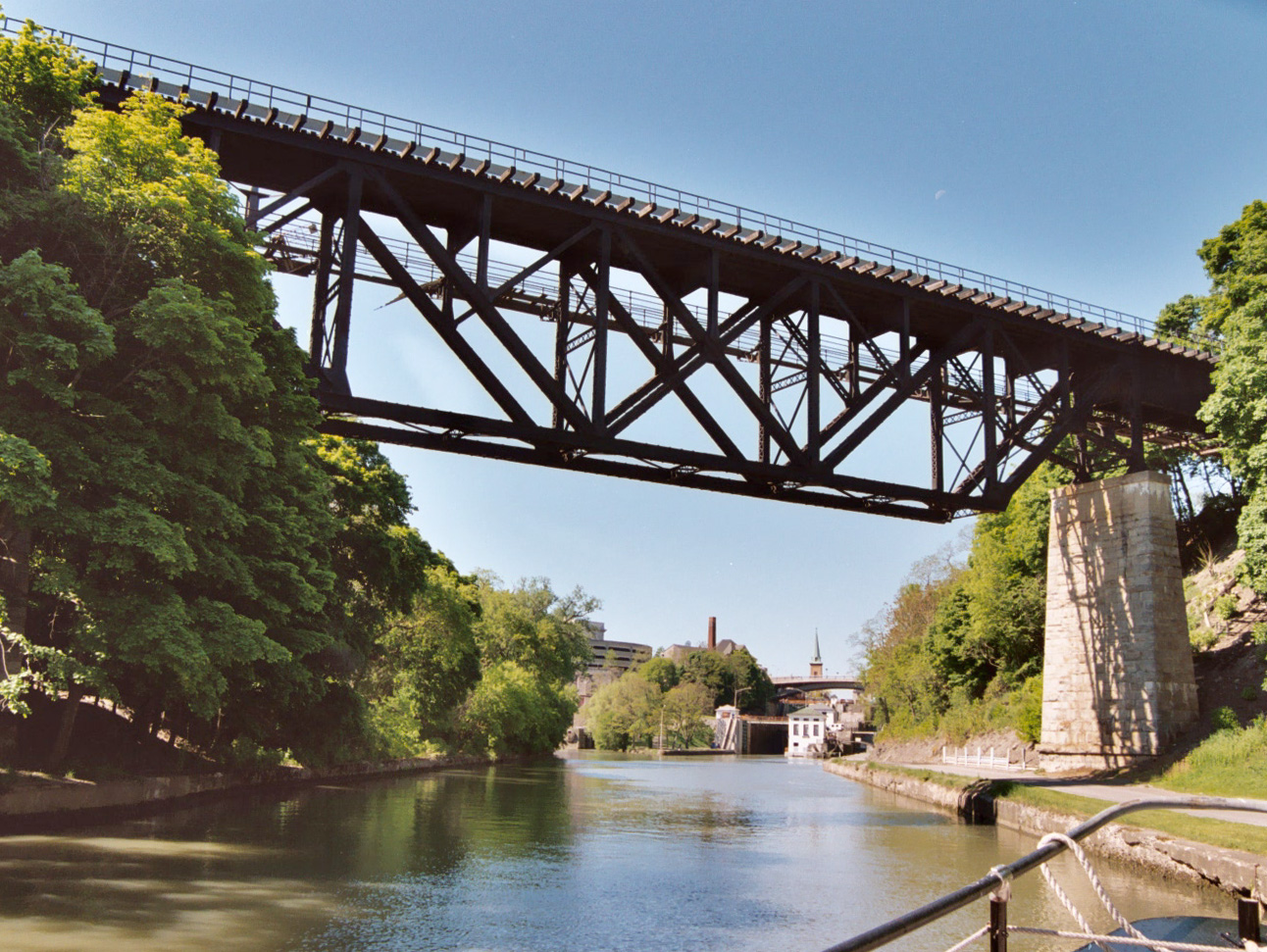
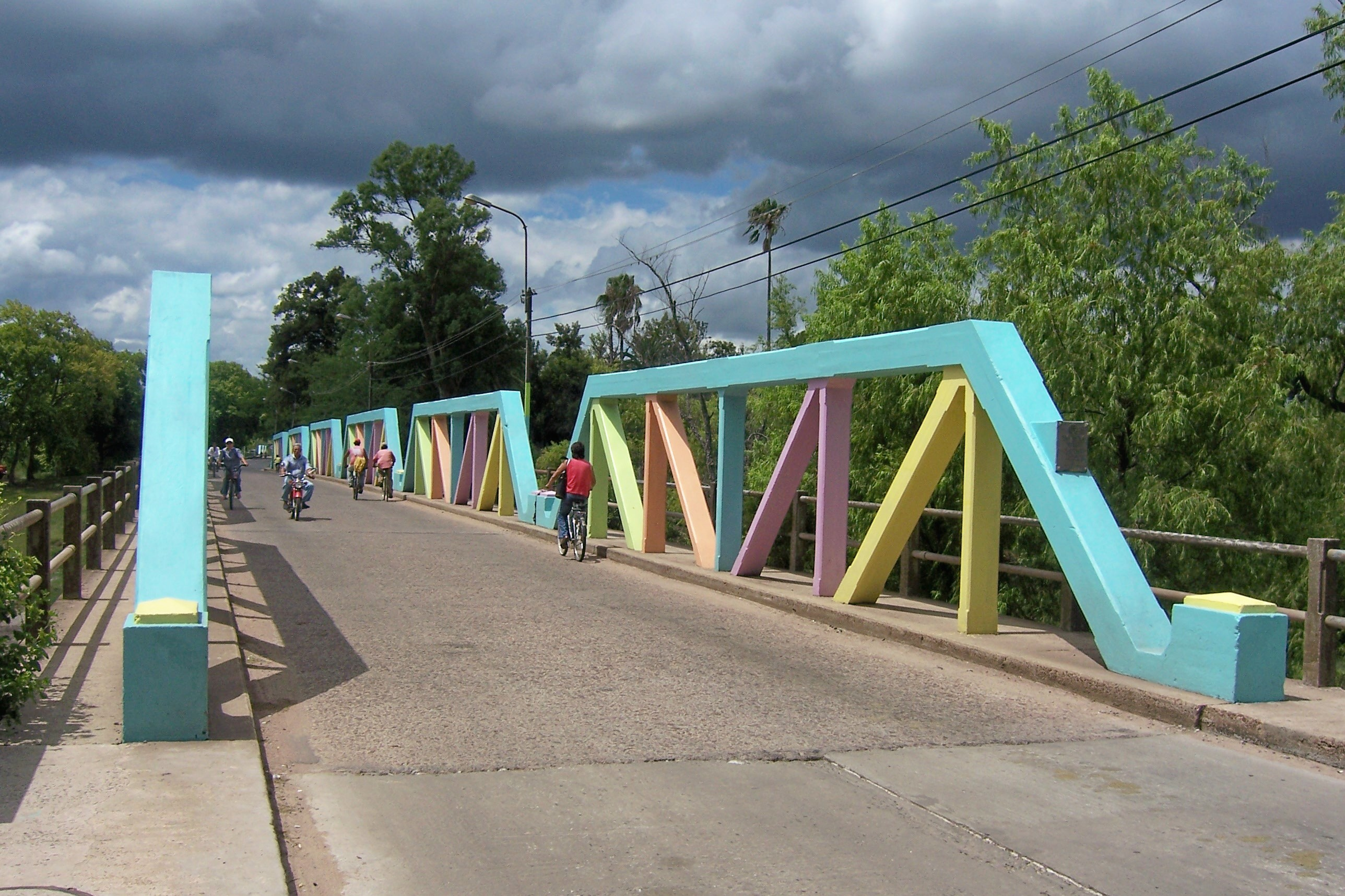
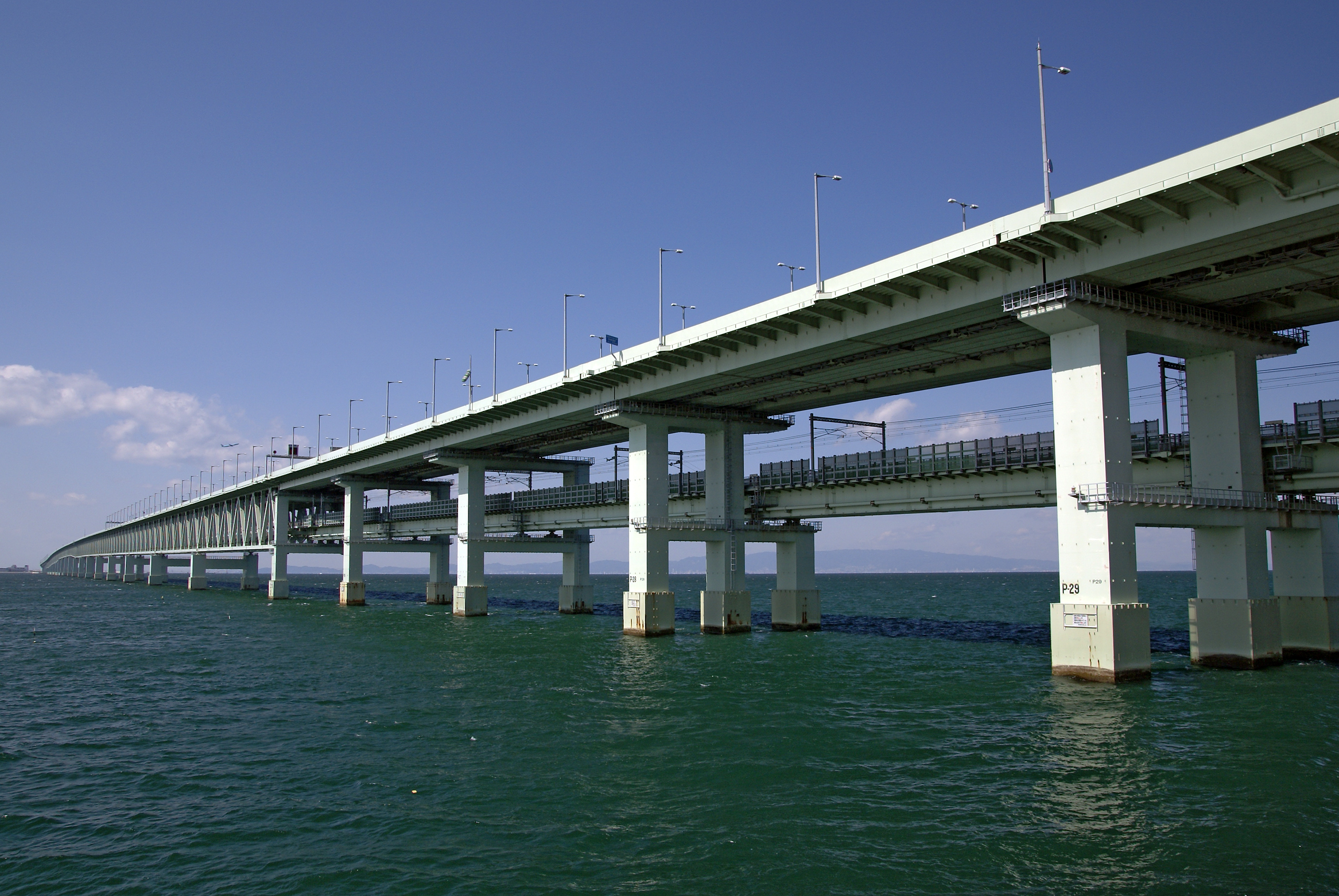